# Rebecca Madita Hundt
Rebecca Madita Hundt (* 2. Mai 1981 in Gelsenkirchen) ist eine deutsche Schauspielerin und Sprecherin.

## Leben
Von 2001 bis 2004 absolvierte Hundt ihre Schauspielausbildung u. a. an der Studiobühne Köln. Bekannt wurde sie durch die Filmreihe Der Bulle und das Landei (2010–2015). Außerdem spielte sie in anderen Serien wie SOKO Stuttgart, Der Lehrer, Herzensbrecher, Matterns Revier und Rentnercops.
Sie kreiert auch eigene theatrale Projekte wie die Audiocollage „Mutter! Sound“, bei der sie auch als Autorin und Regisseurin wirkte.
Als Sprecherin ist sie für den WDR und den Deutschlandfunk tätig. Außerdem synchronisiert sie, spricht Hörspiele und seit 2020 vor allem auch Hörbücher für Aufbau Verlag, Der Diwan Hörbuchverlag, Headroom, Audible u. a.
2019/20 war sie als Gastschauspielerin am Theater Paderborn engagiert. Sie arbeitet auch als Coach und Dozentin in den Bereichen Synchronsprechen, Sprechen, Schauspiel und Entspannungstechniken.
Sie ist Mutter von Zwillingen.

## Auszeichnungen (Auswahl)
- 2012: Kölner Darstellerpreis[2]

## Filmografie
- 2005: Prinzessin
- 2006: Dreck am Stock
- 2007: Die Treue-Testerin – Spezialauftrag Liebe
- 2007: Mein Leben und ich-Kindheitstrauma
- 2010–2014: Der Bulle und das Landei (4 Folgen)
- 2010: Tatort: Klassentreffen
- 2011: Geliebtes Kind
- 2012: Der letzte Bulle (1 Folge)
- 2013: Herzensbrecher – Vater von vier Söhnen (6 Folgen)
- 2014: Wintersreise (Kurzfilm)
- 2014: Danni Lowinski (1 Folge)
- 2014: Dot (Kurzfilm)
- 2014: Matterns Revier (1 Folge)
- 2016: Alles was zählt (2 Folgen)
- 2017: Wilsberg: MünsterLeaks
- 2017: Einstein (1 Folge)
- 2017: Mein rechter, rechter Platz ist frei
- 2018: Der Lehrer (1 Folge)
- 2018: Sterne über uns
- 2018: SOKO Stuttgart (1 Folge)
- 2019: Em´s Monster, (Kurzfilm)
- 2019: Hier und Jetzt (Kurzfilm)
- 2020: Mein letzter Tanz (Kurzfilm)
- 2020: Billy Kuckuck (1 Folge)
- 2020: Rentnercops (1 Folge)
- 2022: Monster im Kopf
- 2025: WaPo Duisburg (Fernsehserie, Folge Grüner Protest)

## Theaterrollen (Auswahl)
- 2002: Harun und das Meer der Geschichten, diverse, R: Bastiane Franke, Studiobühne Köln
- 2003: 1984, Julia, R: Sven  Lange, Studiobühne Köln
- 2004: The person you have called..., Performerin, R: Anja Kolacek, Schauspielhaus Köln
- 2005: Ronja Räubertochter, Lovis, R: Helge Fedder, Naturbühne Ratingen
- 2005–2008: Peter Pan, Wendy, R: Hiltrud Schoofs, Kölner Künstler Theater
- 2007–2008: Penthesilea, Meroe/Prothoe, R: Dietmar Kobboldt und Roman Roitmann, Studiobühne Köln
- 2008–2009: Gefährliche Liebschaften, Mmd. de M., R: Joe Knipp, Theater am Sachsenring
- 2009–2012: Clyde und Bonnie, Bonnie, R: Ulrike Stöck, Comedia Theater Köln
- 2010–2011: Petersberg, Rivka, R: Futur 3, Futur 3
- 2011–2012: Schwarze Milch, Bella, R: Ulrike Stöck, Comedia Theater Köln
- 2011–2012: 12, Schönberg, R: Tim Mrosek, Studiobühne Köln
- 2012: Der Goldene Drache, Die junge Frau, R: Rüdiger Pape, Theater im Bauturm
- 2013–2015: Die Schatzinsel, diverse Piraten, R: Frank Hörner, Comedia Theater Köln
- 2014–2015: Du, du und ich, Mutter, R: Frank Hörner, Theater Kohlenpott Herne
- 2014–2015: Chambre d&#142;amis, Petra, R: Futur 3/Antoine Jaccoud/Yvan Rhis, Arsenic, Lausanne, Theatre des Osses, Fribourg, Studio
- 2015–2016: Verbrennungen, Nawal, R: Rüdiger Pape, Theater im Bauturm, Köln
- 2016–2017: Auf ein Wort, my love, Zitatorin, R: Eigenproduktion, Theaternacht Köln, guck und horch
- 2018: Schauspielerinnen-Requiem, Hauptrolle, R: Eigenproduktion/15 Minuten Festival, Studiobühne Köln
- 2019: Mary Page Marlowe, Mary(mit 36,40 und 44), Krankenschwester, Conny, R: Martin Schulze, Theater Paderborn – Westfälische Kammerspiele
- 2019: Sehnsucht nach Leben, diverse, R: Rüdiger Pape, Feuerwache Köln
- 2020: Was ihr wollt, Olivia, R: Katharina Kreuzhage, Theater Paderborn – Westfälische Kammerspiele
- 2022: The one next door, Luz, R: Andre Erlen, Futur3/Orangerie Theater Köln